# Leucodon denticulatus
Leucodon denticulatus är en bladmossart som beskrevs av Brotherus och Hugh Neville Dixon 1941. Leucodon denticulatus ingår i släktet Leucodon och familjen Leucodontaceae. Inga underarter finns listade i Catalogue of Life.